# Ladissa
Ladissa is een geslacht van spinnen uit de familie bodemjachtspinnen (Gnaphosidae).

## Soorten
De volgende soorten zijn bij het geslacht ingedeeld:
- Ladissa africana Simon, 1907
- Ladissa inda (Simon, 1897)
- Ladissa latecingulata Simon, 1907
- Ladissa semirufa Simon, 1907